# Homebrew (компьютерные игры)

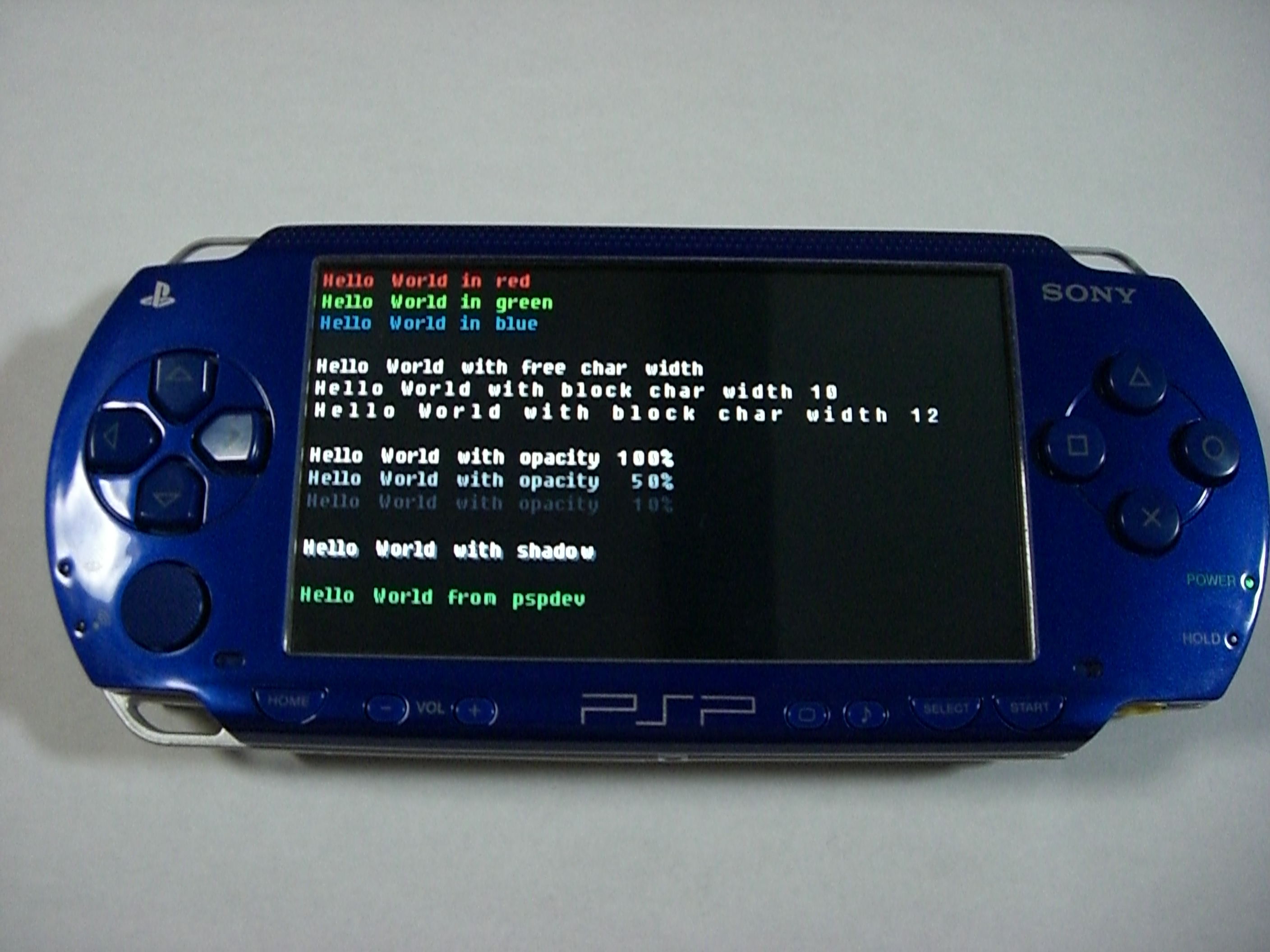
Программа Hello World, запущенная на PSP

Логотип канала Homebrew на Wii

Homebrew (от англ. home brew) — компьютерные игры и другое программное обеспечение для игровых приставок (консолей), разработанное силами пользователей-энтузиастов. Термин обычно применяется к программам для проприетарных устройств, не предполагающих запуск пользовательского ПО. Одно из популярных направлений разработки homebrew-игр — так называемые фэн-игры (англ. fangame) — игры, основанные на популярных «официальных» компьютерных играх. В Японии такие игры называются dōjin soft (яп. 同人ソフト) либо dōjin games (яп. 同人ゲーム).
Homebrew-игры для устаревших систем обычно разрабатываются на современных системах, с помощью эмуляторов, поскольку это не требует оригинального оборудования для тестирования программы. Разработка для новых систем обычно требует использования реального устройства из-за отсутствия эмуляторов или неточностей эмуляции.
Многие homebrew-игры выпускаются как свободное ПО, но некоторые стоят денег, иногда и весьма немалых.
В проприетарных игровых устройствах применяется ряд методов, ограничивающих возможность запуска сторонних программ. Цель таких ограничений — препятствовать запуску взломанных игр. Поэтому разработчикам и пользователям homebrew-программ приходится использовать те или иные пути объхода этих ограничений. Так, например, для Atari 2600 homebrew-разработчики используют плату с EEPROM (перепрограммируемое ПЗУ), заменяющую игровой картридж. Для Game Boy Advance и Nintendo DS используются флеш-картриджи — специальные устройства в виде игрового картриджа, с флеш-картой внутри.
Наиболее популярные платформы для разработки homebrew это Dreamcast, Game Boy Advance, PlayStation Portable, Atari 2600 и Nintendo Entertainment System (NES). Последние две консоли интересны тем, что используют набор инструкций процессора 6502, как и популярные домашние компьютеры Commodore 64 и Apple II. Другой фактор популярности устаревших и портативных систем — это простота, благодаря чему один разработчик или небольшая группа может завершить проект за достаточно небольшое время.
Большая часть homebrew — это игры, но кроме того выпускается и множество демок.

## Atari 2600

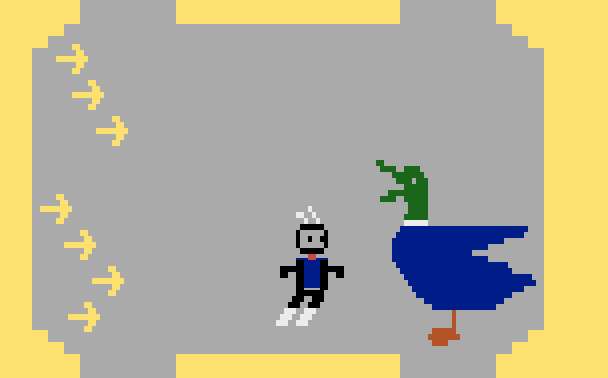
Homebrew Duck Attack! на Atari 2600

Atari 2600 была выпущена в 1977 году, эта платформа хорошо изучена и является довольно популярной для homebrew-проектов. Программы для Atari 2600 могут быть запущены в одном из имеющихся эмуляторов или на самой приставке, используя картридж с микросхемой EEPROM. В отличие от большинства более поздних консолей, Atari 2600 не имеет какой-либо защиты, препятствующей запуску homebrew-программ. Программы для 2600 обычно пишут на ассемблере для процессора 6502.